# Don’t Let Me Down
«Don’t Let Me Down» (с англ. — «Не предавай меня») — песня группы The Beatles (название исполнителей указано как «The Beatles with Billy Preston»; с англ. — «The Beatles с Билли Престоном» — как бы указание, что это «не совсем The Beatles»). Написана Джоном Ленноном (авторство указано как «Леннон — Маккартни»). Записана в январе 1969 во время сессий звукозаписи для альбома с рабочим названием «Get Back». Часть записей из этих сессий была выпущена в 1970 в альбоме Let It Be, но песня в альбом не вошла; впервые была выпущена на стороне «Б» сингла «Get Back», изданного лейблом Apple Records 11 апреля 1969 в США и 8 мая 1970 в Великобритании. Исполнение этой песни, наряду с другими, вошло в фильм «Пусть будет так» (англ. Let It Be), в эпизод так называемого «концерта на крыше», проведённого 30 января 1969.

## Сочинение песни
Исполненная му́ки песня о любви (англ. An anguished love song), написанная Ленноном для Йоко Оно. Пол Маккартни характеризует её как «рвущийся из души призыв» (англ. «genuine plea»), в котором Джон говорит Йоко: «Я действительно потерял путь в связи со всем этим. Я действительно позволил, чтобы моя уязвимость стала видна тебе — поэтому ты не должна предавать меня» (англ. I’m really stepping out of line on this one. I’m really just letting my vulnerability be seen, so you must not let me down.). Вокал Леннона временами срывается на крик, предвещая стилистику «первичного крика» (англ. primal scream stylings; лечение с помощью методики «первичного крика» Леннон и Оно проходили у психотерапевта Артура Янова) в последующем вскоре альбоме John Lennon/Plastic Ono Band.
Песня написана в тональности ми мажор (E) и в размере 4/4 (перед началом куплета размер изменяется на 5/4, однако сам куплет играется в размере 4/4. Название песни взято из сингла ''Hey Jude''. Во втором куплете там поётся ''Hey Jude, Don't Let Me Down!''.

## Запись песни и выпуск в свет
Во время беспорядочных (англ. tumultuous) сессий звукозаписи материала для альбома, носившего «рабочее» название Get Back (год спустя часть этих записей была выпущена в альбоме Let It Be) было записано несколько версий песни «Don’t Let Me Down». Версия, записанная 28 января 1969 на студии Apple Studios в Лондоне, смикшированная для сингла (как и «Get Back») звукорежиссёром Глином Джонсом (англ. Glyn Johns), вошла на сторону «Б» сингла, на стороне «А» которого была помещена песня «Get Back», записанная в этот же день.
Сингл «Get Back» / «Don’t Let Me Down» был выпущен лейблом Apple Records 11 апреля 1969 в США и 8 мая 1970 в Великобритании. (даты — с английской страницы Википедии; на Discogs указано, что сингл вышел в Великобритании 11 апреля 1969, дата релиза в США — просто 1969)
В американском чарте синглов Billboard Hot 100 «Get Back» достигла 1-го места, а «Don’t Let Me Down» поднялась до 35-й позиции.
The Beatles дважды исполнили «Don’t Let Me Down» во время своего «концерта на крыше» 30 января 1969; одно из этих исполнений вошло в фильм «Пусть будет так» (режиссёр Майкл Линдсей-Хогг).
Когда в 1970 году проект альбома «Get Back» был возобновлён, приглашённый для окончательной обработки материала и продюсирования альбома (в конце концов вышедшего под названием Let It Be) Фил Спектор не включил «Don’t Let Me Down» в альбом.
Версия с сингла 1969 года вошла в сборники записей The Beatles: Hey Jude, 1967-1970 и Past Masters Volume Two. Эта же версия была использована в саундтреке документального фильма 1988 года «Представь себе: Джон Леннон».
Версия, смонтированная из двух исполнений песни во время «концерта на крыше», вошла в альбом Let It Be… Naked, вышедший в ноябре 2003 года.

## Отзывы о песне
Ритчи Антербергер (en:Richie Unterberger), американский журналист и обозреватель сайта Allmusic, назвал «Don’t Let Me Down» «одной из самых сильных песен The Beatles о любви» (англ. «one of the Beatles' most powerful love songs»), а британские музыкальные журналисты Рой Карр и Тони Тайлер (en:Tony Tyler) назвали песню «превосходным отрезвляющим от эксперта по страданиям Дж. У. О. Леннона, MBE. И всё ещё одной из наиболее недооценённых невидимых обычно посторонним уязвимостей этого Битла» (англ. «a superb sobber from misery-expert J. W. O. Lennon, MBE. And still one of the most highly underrated Beatle underbellies.»).

## Кавер-версии
- В 1969 Dillard & Clark записали кавер-версию песни для их альбома Through the Morning, Through the Night.
- В 1969 Marcia Griffiths записала рэгги-версию.
- В 1970 Ben E. King записал кавер-версию для своего альбома Rough Edges.
- В 1971 Charlotte Dada записала в Гане версию в стиле «афро-ритм» (afro-rhythm version).
- В 1977 Phoebe Snow записала кавер-версию для своего альбома It Looks Like Snow. Её версию музыкальный критик сайта Allmusic Джо Виглионе (Joe Viglione) оценил как «изысканная интерпретация» («exquisite interpretation»)[15].
- В 1992 Энни Леннокс записала свою кавер-версию песни; запись вошла на сторону «Б» её сингла «en:Walking on Broken Glass». Запись исполнения этой же песни на концерте помещена на её сингл 1992 года «Cold».
- В 1993 итальянский поп-певец Ryan Paris записал high-energy версию песни.
- В 2000 участники американской группы Matchbox Twenty — фронтмен Роб Томас (игравший также на фортепиано) и гитарист Кайл Кук (также певший в этой записи) — записали кавер-версию песни для вокального дуэта.
- В 2001 группа Stereophonics записала кавер-версию песни для саундтрека к фильму «Я — Сэм».
- В 2003 Пол Уэллер записал кавер-версию для своего альбома Fly on the Wall - B Sides and Rarities.
- В 2003 датская рок-группа The Sandmen записала кавер-версию песни для своего альбома Live.
- В 2004 американский фолк-музыкант Грэг Браун (Greg Brown) записал кавер-версию для своего альбома In the Hills of California.
- В 2007 Дана Фукс и Мартин Лютер Маккой записали кавер-версию песни для фильма «Через Вселенную» (Across the Universe).
- В 2000-х годах американская ска-панк-рэгги-группа из Калифорнии The Aggrolites исполняла ска-панк-версию песни на своих концертах. Их версия песни является одним из самых больших хитов среди их поклонников, но до настоящего времени не была записана ни в одном из их альбомов.
- В 2012 году российский рэпер ST, при участии битмейкера Miko, исполнил свою версию песни в стиле рэп, которая получила название «Просто держи мою руку крепче». Однако в альбоме песня не была выпущена.

## Список участников записи
- Джон Леннон — ведущий вокал, ритм-гитара
- Пол Маккартни — гармонический вокал, бас-гитара
- Джордж Харрисон — соло-гитара, бэк-вокал
- Ринго Старр — барабаны
- Билли Престон — родес-пиано (Fender Rhodes Электрическое фортепиано)

список дается по Иэн Макдональд
На сингле не указан официальный продюсер — по причине «непонятной роли Джорджа Мартина и Глина Джонса» (англ. «the confused roles of George Martin and Glyn Johns»).